# 坂村真民
坂村真民（さかむら しんみん、1909年1月6日 - 2006年12月11日）は、日本の仏教詩人。本名昂（たかし）。一遍の生き方に共感し、「癒やしの詩人」と言われる。

## 来歴
熊本県玉名郡府本村（現 荒尾市）生まれ。熊本県立玉名中学校を経て、1931年に神宮皇學館を卒業。1934年朝鮮に教員として渡り、1945年に引き揚げ。1946年、愛媛県三瓶町の私立第二山下高等女学校教諭に着任。1950年、個人雑誌「ペルソナ」を創刊して、従来創作していた短歌から離れる。1953年、尼僧・杉村春苔に出会い、大きな影響を受ける。1962年、森信三の教示を受けて、自らの詩をつづった月刊詩誌「詩国」を創刊。1,200部を無料で配布した。1967年、新田高等学校に国語教師として着任。伊予郡砥部町に居を構える。
1970年、「念ずれば花ひらく」第1号碑が、京都市鷹峯常照寺に建つ。1974年、新田高等学校を退職し、これ以降は詩作に専念するようになる。1980年、文部省中学校教育課『道徳指導要領三』に、詩「二度とない人生だから」が採録され、多くの教科書に掲載されるようになる。1989年「二度とない人生だから」は藤掛廣幸によって曲が付けられ、同年8月6日に「89 海と島の博覧会・ひろしま」のメイン会場で初演された。
2006年12月11日、老衰のため、97歳で永眠。
『限りあるいのちを持ちて』等を初めとした詩は仏教各宗派から高く評価されている。

## 人物
愛媛県砥部町に「たんぽぽ堂」と称する居を構え、毎朝午前0時に起床し、午前3時30分頃に重信川で祈りをささげるのが日課であった。詩は解りやすいものが多く、小学生から財界人にまで愛された。特に「念ずれば花ひらく」は多くの人に共感を呼び、その詩碑は日本各地だけでなく、外国にまで建てられている。森信三は早くからその才覚を見抜き、後世まで残る逸材と評した。

## 受賞歴

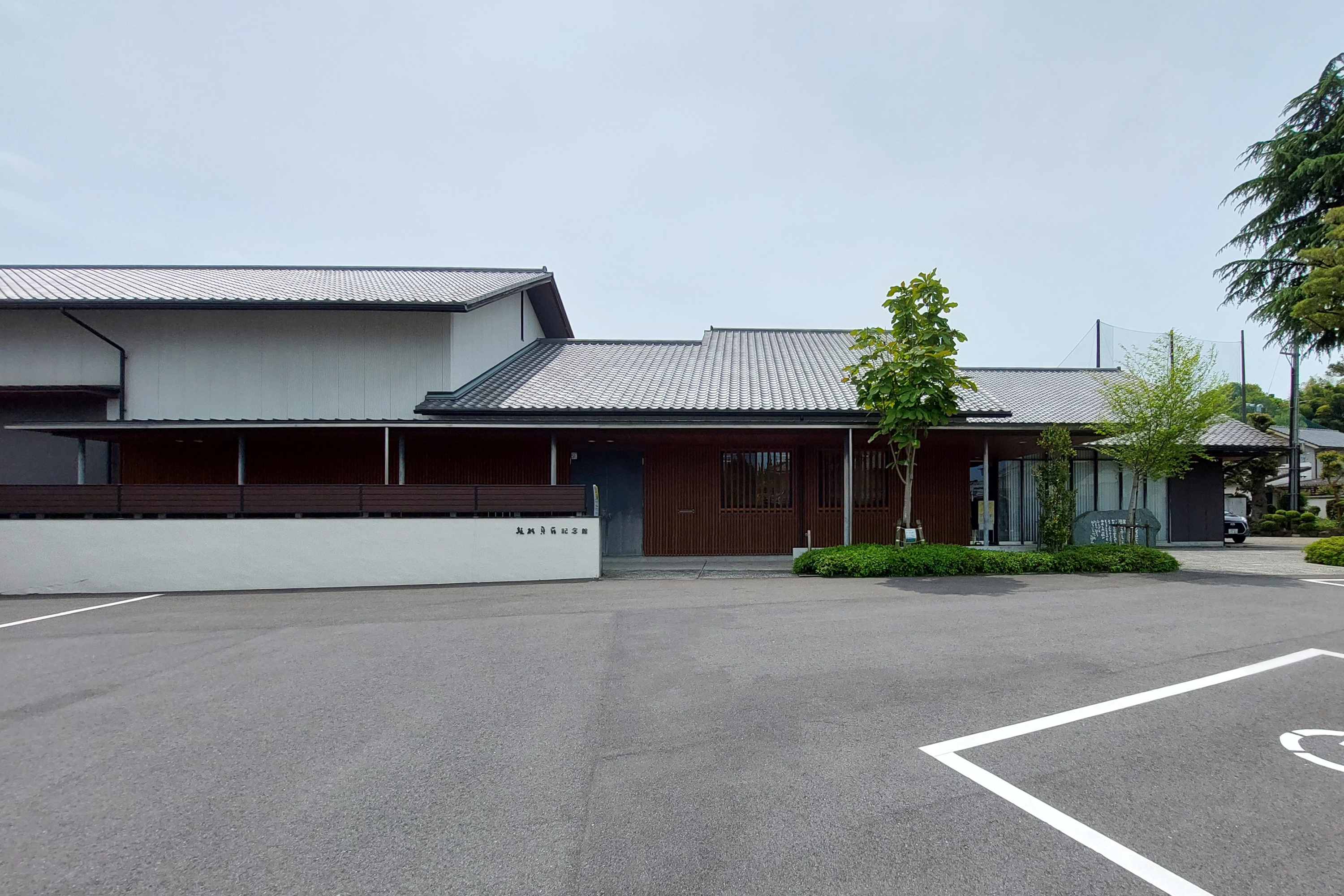
坂村真民記念館

- 1974年 愛媛新聞賞（文化部門）[1]
- 1980年 正力松太郎賞[1]
- 1989年 愛媛県教育文化賞[1]
- 1991年 仏教伝道文化賞[1]
- 1999年 愛媛放送賞[1]、愛媛県功労賞[1]
- 2003年 熊本県近代文化功労者賞[1]

## 作品

### 詩集
- 『自選坂村真民詩集』
- 『坂村真民全詩集』（全6巻）
- 『朴』
- 『詩国第一集』
- 『詩国第二集』
- 『念ずれば花ひらく』
- 『二度とない人生だから』

### 随筆集
- 『念ずれば花ひらく』
- 『生きてゆく力がなくなる時』
- 『愛の道しるべ』

### 詩画集
- 『自分の花を咲かせよう』
- 『花一輪の宇宙』
- 『あうんの花』

### 朝鮮語対訳詩集
- 『二度とない人生だから』

### 英文対訳詩集
- 『鳥は飛ばねばならぬ』

### 独文対訳詩集
- 『タンポポ』